# Lučina u Frýdku-Místku
Lučina ist eine Gemeinde in Tschechien. Sie liegt sieben Kilometer südlich von Havířov und gehört zum  Okres Frýdek-Místek.

## Geographie
Lučina befindet sich am linken Ufer des Stausees Žermanice im Beskidenvorland in Schlesien.
Nachbarorte sind Žermanice im Norden, Soběšovice im Nordosten, Volovec und Dolní Domaslavice im Osten, Vidíkov im Südosten, Kocurovice und Horní Domaslavice im Süden, Pazderna im Südwesten, Bruzovice im Westen sowie Velicesta und Špluchov  im Nordwesten.

## Geschichte
Für die Brauchwasserversorgung der Industrieregion von Ostrava wurde ab 1951 an der Lučina eine Talsperre errichtet. Die Bewohner der ganz oder teilweise im Stauraum gelegenen Dörfer Dolní Soběšovice, Dolní Domaslavice, Horní Soběšovice und Kocurovice wurden 1955 umgesiedelt.  Zu diesem Zweck war 1954 eine aus 45 Doppelhäusern errichtete Siedlung für die Bauarbeiter und einige Einwohner neu angelegt worden, die in den Folgejahren erweitert wurde. Am 8. Januar 1956 entstand nach Auflösung der Gemeinden Dolní Domaslavice und Soběšovice die Gemeinde Lučina mit 1250 Einwohnern. Bis in die 1960er Jahre wuchs die Zahl der Häuser auf 228 an.
Die Infrastruktur der Gemeinde ist auf den Fremdenverkehr ausgerichtet, es bestehen Campingplätze, Hotels und Ferienheime.

## Gemeindegliederung
Für die Gemeinde Lučina sind keine Ortsteile ausgewiesen. Zu Lučina gehören die Ansiedlungen Kocurovice (Kotzurowitz) und Frančesky.

## Sehenswürdigkeiten
- Stausee Žermanice
- Kapelle in Kocurovice